# Oslavice
Oslavice (německy Groß Woslawitz) je obec v okrese Žďár nad Sázavou v Kraji Vysočina. Žije zde 756 obyvatel.
Kolem obce prochází železniční trať Křižanov - Studenec a frekventovaná silnice II/360 z Třebíče do Velkého Meziříčí spojující Třebíč s dálnicí D1. Na západ od obce se nachází Balinské údolí, které bylo v roce 1984 vyhlášeno jako tzv. zóna klidu a později jako přírodní park. Obcí protéká potok Oslavička.
Sousedními obcemi sídla jsou Velké Meziříčí, Baliny, Osové, Oslavička a Rohy.

## Historie
První písemná zmínka o obci pochází z roku 1355. První zmínky o obci jsou z roku 1320, kdy se připomíná Budivoj z Oslavice a Ermila, jeho manželka. Podle dochovaných pramenů obec náležela pánům z Moštišť, později Bušku z Mystřibořic, Janovi z Meziříčí a v průběhu staletí zde působila celá řada dalších majitelů. Při reformách v polovině 19. století byla obec přičleněna k Velkému Meziříčí, potom se osamostatnila v roce 1920 a v roce 1990.
Narodil se tu a působil Jan Pospíšil (1845–1925), starosta obce, poslanec Moravského zemského sněmu a na přelomu 19. a 20. století poslanec Říšské rady.
V letech 2006–2010 působil jako starosta Ladislav Vafek, od roku 2010 tuto funkci vykonává Ing. Pavel Janoušek.

## Kultura a vybavenost obce
V obci funguje kulturní dům, který byl postaven v roce 1962. Působí zde také Spolek Oslavických žen. Na začátku srpna se zde koná pouť na svatou Annu a na konci srpna také dětský den, v příležitosti konce letních prázdnin.
Sportovní fanoušci mohou využít tenisové kurty u kulturního domu nebo nové fotbalové hřiště. Pro děti zde funguje dětské hřiště, které bylo postaveno v roce 2009 místním sborem dobrovolných hasičů.
Od roku 1910 zde funguje základní škola od 1. do 5. ročníku a od roku 2013 také mateřská škola. Pro katolíky je zde také kaple Božího Milosrdenství postavena v roce 2006.
Dobrá dopravní dostupnost je autobusy, které spojují Velké Meziříčí a Třebíč a Velké Meziříčí a Hodov. Vlaky zajišťují dopravu mezi Velkým Meziříčí a Studencem.

## Obyvatelstvo
| Rok            | 1869 | 1880 | 1890 | 1900 | 1910 | 1921 | 1930 | 1950 | 1961 | 1970 | 1980 | 1991 | 2001 | 2011 | 2016 |
| Počet obyvatel | 312  | 352  | 386  | 407  | 502  | 576  | 546  | 526  | 446  | 445  | 493  | 508  | 580  | 663  | 695  |

## Osobnosti
- Josef Kratochvíl (1876–1968), teolog